# The Simple Life
The Simple Life (La vida senzilla) és una sèrie del tipus "reality show" protagonitzat per Paris Hilton i Nicole Richie. En aquesta, les protagonistes han de deixar la vida de "glamour" i riqueses per a treballar en llocs comuns i així guanyar-se els seus propis diners. Aquest programa va ser transmès per la cadena FOX. "The Simple Life" ha tingut quatre reeixides temporades i altra nova en camí.

## Temporades
Paris Hilton i Nicole Richie van acordar deixar els seus telèfons mòbils, targetes de crèdit i estatus de celebritat per a mudar-se amb la família Leding, a Altus, Arkansas durant un mes. El que suposava ser un experiment d'aprenentatge en "com adaptar-se a fer tasques domèstiques i embrutar-se" va acabar sent un complet fracàs. Aquest show s'emeté als EUA pel canal FOX el 2 de desembre de 2003, i sorprenentment va obtenir molt bons ratings. La premiere recaptà 13 milions de televidents, augmentant els ratings de FOX en un fenomenal 79%. El segon episodi va atreure 13.3 milions de televidents, incrementant 200000 televidents des de la premiere. Durant la temporada, FOX va afegir dos episodis extra i un episodi de reunió, que van continuar atraient ratings. Amb resultats així era obvi que FOX volgués gravar una segona temporada.